# Гол земекоп
Голите земекопи (Heterocephalus glaber) са вид дребни бозайници от семейство Bathyergidae, единствен представител на род Heterocephalus.
Разпространени са в сухите степни области на Източна Африка. Хранят се с големи грудки, които намират чрез система тунели, като една колония може да се изхранва с един и същ корен в продължение на месеци и години. Обикновено достигат 10 сантиметра дължина и маса до 35 грама. Голите земекопи и Fukomys damarensis са единствените известни еусоциални бозайници.